# Who Do You Think You Are? (versión estadounidense)
Who Do You Think You Are? es una serie documental genealógica estadounidense transmitida por la cadena NBC desde el año 2010. La serie en una adaptación de la serie británica del mismo nombre de la BBC. Cada semana una celebridad hace un viaje para trazar su árbol genealógico. Lisa Kudrow es la productora ejecutiva de la serie, también producida por NBC Entertainment y Ancestry.com.